# Larca laceyi
Espèce
Larca laceyi est une espèce de pseudoscorpions de la famille des Larcidae.

## Distribution
Cette espèce est endémique de Californie aux États-Unis. Elle se rencontre dans le comté de Calaveras dans les grottes Music Hall Cave, Dirty Fissure et Gray Pine Cave.

## Description
Le mâle holotype mesure 2,11 mm, Larca laceyi mesure de 2,05 à 2,39 mm.

## Étymologie
Cette espèce est nommée en l'honneur de Lawrence Lacey.

## Publication originale
- Muchmore, 1981 : Cavernicolous species of Larca, Archeolarca, and Pseudogarypus with notes on the genera, (Pseudoscorpionida, Garypidae and Pseudogarypidae). Journal of Arachnology, vol. 9, no 1, p. 47-60 (texte intégral).